# King Animal
King Animal är Soundgardens sjätte studioalbum, släppt den 13 november 2012. Det är gruppens första album sedan Down on the Upside från 1996.
"Been Away Too Long" var den första singeln att släppas från "King Animal"-plattan den 27 september 2012. Den 31 oktober släpptes "Non-State Actor" genom Soundgardens officiella Youtubekanal. Videon för låten visade den amerikanska flaggan med "King Animal"-loggan istället för stjärnorna. Veckan innan releasen kunde man streama hela albumet gratis på Itunes.

## Låtlista
All sångtext är skriven av Chris Cornell, om inget annat visas. 
| Nr           | Titel                     | Text                | Musik                          | Längd |
| ------------ | ------------------------- | ------------------- | ------------------------------ | ----- |
| 1.           | Been Away Too Long        |                     | Cornell, Ben Shepherd          | 3:36  |
| 2.           | Non-State Actor           | Kim Thayil, Cornell | Shepherd                       | 3:57  |
| 3.           | By Crooked Steps          |                     | Matt Cameron, Shepherd, Thayil | 4:00  |
| 4.           | A Thousand Days Before    |                     | Thayil                         | 4:23  |
| 5.           | Blood on the Valley Floor |                     | Thayil                         | 3:48  |
| 6.           | Bones of Birds            |                     | Cornell                        | 4:22  |
| 7.           | Taree                     |                     | Shepherd                       | 3:38  |
| 8.           | Attrition                 | Shepherd            | Shepherd                       | 2:52  |
| 9.           | Black Saturday            |                     | Cornell                        | 3:29  |
| 10.          | Halfway There             |                     | Cornell                        | 3:16  |
| 11.          | Worse Dreams              |                     | Cornell                        | 4:53  |
| 12.          | Eyelid's Mouth            |                     | Cameron                        | 4:39  |
| 13.          | Rowing                    |                     | Shepherd, Cornell              | 5:08  |
| Total längd: | Total längd:              | Total längd:        | Total längd:                   | 52:01 |

## Medverkande
- Chris Cornell - sång, kompgitarr
- Kim Thayil - sologitarr
- Ben Shepherd - bas
- Matt Cameron - trummor

Gäst medverkande
- Adam Kasper - piano (6), tanpura (4)
- Jeff McGrath - trumpet (4 och 9)
- Greg Powers - tenor och bas trombon (4 och 9)
- Brad Stevens - tenor och baryton saxofon (9)
- Bubba Dupree - stun gitarr (8)
- Bullet - medverkande sång (9)
- Mike McCready – medverkande gitarr (12)

Teknisk medverkande
- Adam Kasper – producent
- Soundgarden – producent
- Joe Barresi – mixing, medverkande vid produktionen
- Nate Yaccino – engineer
- Sam Hofstedt – engineer
- Josh Evans – engineer, studioassistent
- Jay Follette – studioassistent
- Neil Hundt – studioassistent
- Gregg Keplinger – studioassistent
- Jun Murakawa – mixing assistent
- Chris Cornell – medverkande vid inspelning
- Ted Jensen – mastering
- Josh Graham – albumomslag skulptur (The Last Equinox), albumomslag fotografi och design
- Don Vancleave – band fotografi